# Liste der Naturdenkmale in Brohl-Lützing
Die Liste der Naturdenkmale in Brohl-Lützing nennt die im Gemeindegebiet von Brohl-Lützing ausgewiesenen Naturdenkmale (Stand 14. Februar 2024).

## Ehemalige Naturdenkmäler
| Nr. | Bezeichnung                           | Lage                                               | Beschreibung                                             | Bild                                    |
| --- | ------------------------------------- | -------------------------------------------------- | -------------------------------------------------------- | --------------------------------------- |
|     | Keltische Ringanlage auf dem Dickberg | Brohl, südlich des Ortes, Distrikt Im Eichels Lage | Rechtsverordnung aufgehoben, als Kulturdenkmal geschützt | Direkt Bild zu diesem Denkmal hochladen |